# C. J. Sansom
Christopher John Sansom (Edinburgh, 9 december 1952 – Brighton, 27 april 2024) was een Brits schrijver van historische misdaadromans, gekend voor de Matthew Shardlake-serie.

## Biografie
Sansom, geboren te Edingburgh in Schotland op 9 december 1952, was Trevor Sansoms enige zoon. Hij liep school aan het George Watson's College maar behaalde er geen diploma. Sansom waarschuwde ouders later voor pestgedrag op de school.
Aan de Universiteit van Birmingham behaalde Sansom een BA en doctoreerde in geschiedenis. Na verscheidene werkervaringen schoolde Sansom zich om tot juridisch adviseur ((en) : solicitor). Hij werkte in Sussex als advocaat voor de kansarmen tot hij voltijds schrijver werd.
In zijn debuut Dissolution combineerde Sansom geschiedenis en recht. Het succesvolle debuut groeide uit tot de Matthew Shardlake-serie, bestaande uit zeven delen. De serie speelt zich in de 16e eeuw onder Henry VIII af. Het hoofdpersonage, Matthew Shardlake, is een aan kyfose lijdende advocaat.
Sansom was een tegenstander van de Schotse onafhankelijkheidsstrijd. Hij leefde in Sussex. De sinds 2012 aan multipel myeloom lijdende Sansom werkte aan een achtste deel in de Shardlake-serie, Ratcliff, maar stierf voor hij dit kon afwerken. Zijn twee losstaande historische romans: Winter in Madrid en Dominion waren eveneens succesvol.

### Matthew Shardlake-serie
- Dissolution, 2003 ((nl)  Kloostermoord, De Fontein)
- Dark Fire, 2004 ((nl)  Het zwarte vuur, De Fontein)
- Sovereign, 2006 ((nl)  Advocaat van kwade zaken, De Fontein)
- Revelation, 2008 ((nl)  Wraakengel, De Fontein)
- Heartstone, 2010
- Lamentation, 2015
- Tombland, 2018

### Losstaand
- Winter in Madrid, 2007 ((nl)  Winter in Madrid, De Fontein, 2020)
- Dominion, 2012 ((nl)  Mist over Londen, De Fontein, 2014)

## Erkenning
- 2005: 'Ellis Peters Historical Dagger' van de CWA voor Dark Fire
- 2007:  'Very Highly Commended' tijdens de 'Dagger in the Library' voor de Shardlake-serie
- 2013: 'Sidewise Award for Alternate History' voor Dominion
- 2022: 'Cartier Diamond Dagger'
- 2024: enkele dagen na Sansoms dood begon Disney+ een televisieserie, Shardlake, gebaseerd op Dissolution, uit te zenden

- Bibsys: 7042139
- Biblioteca Nacional de España: XX1636994
- Bibliothèque nationale de France: cb14514253w (data)
- Gemeinsame Normdatei: 12933796X
- International Standard Name Identifier: 0000 0001 2024 1977
- Library of Congress Control Number: n2003040741
- Nationale Bibliotheek van Letland: 000149198
- Bibliotheek van het Japanse parlement: 001112255
- Nationale Bibliotheek van Tsjechië: mzk2007382139
- Nationale bibliotheek van Australië: 46955984
- Nationale Bibliotheek van Israël: 987007363817005171
- Nationale Bibliotheek van Polen: a0000001891611
- Nationale en Universitaire bibliotheek Zagreb: 000545359
- Nederlandse Thesaurus van Auteursnamen: 24093962X
- Système universitaire de documentation: 078049547
- Trove: 1477811
- Virtual International Authority File: 38748761
- WorldCat: E39PBJwXdgkCpktWJRHGFgcgKd